# Liste von Automuseen in Deutschland

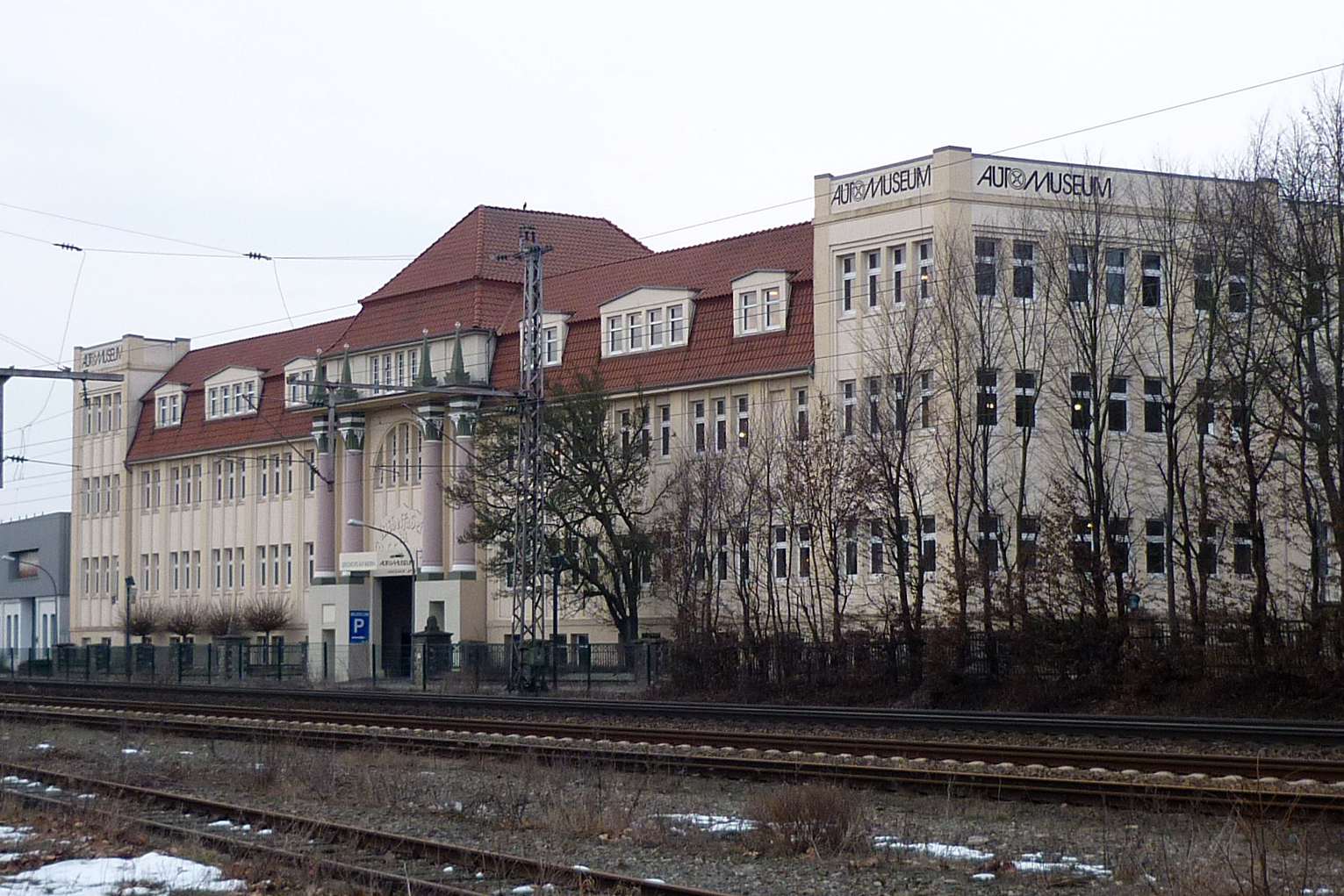
Museum in Melle

Die Liste von Automuseen in Deutschland listet Museen und museumsähnliche Privatsammlungen auf, die alte Personenkraftwagen ausstellen. Das älteste bekannte Museum ist das Mercedes-Benz Museum von 1936.

## Beschreibung und Eingrenzung
Es gibt öffentliche Museen sowie Museen von Automobilherstellern. Viele Museen haben feste Öffnungszeiten und sind oftmals ganzjährig zugänglich. Daneben gibt es kleine Museen, die teilweise nur nach Vereinbarung zu besichtigen sind. Einige Museen präsentieren ausschließlich Autos, andere zusätzlich Motorräder oder technische Dinge. Manche Museen beschränken sich auf Fahrzeuge einer Marke oder auf Kleinwagen. Privatsammlungen sind nur dann aufgeführt, wenn sie in der Literatur oder einem Verzeichnis im Internet in einer gemeinsamen Liste mit Museen aufgelistet sind. Nicht enthalten sind Oldtimerzentren wie Classic Remise sowie Showrooms von Händlern klassischer Fahrzeuge.

## Aktuelle Museen
Die Tabelle ist absteigend nach der Anzahl der ausgestellten Personenkraftwagen sortiert, und bei gleicher Anzahl alphabetisch aufsteigend nach Ort. In der Spalte Stand ist das Jahr angegeben, auf das sich die Angaben Anzahl ausgestellter Pkw und Besondere Pkw beziehen. Die Auflistung in der Spalte Besondere Pkw erfolgt alphabetisch.
| Name des Museums                                              | Ort                          | Beschreibung | Anzahl ausgestellter Pkw | Stand | Besondere Pkw |
| ------------------------------------------------------------- | ---------------------------- | --- | ------------------------ | ----- | --- |
| Technik-Museum Sinsheim                                       | Sinsheim                     | Technikmuseum | 211                      | 2018  | American La France 1908, Columbia Electric 1900, Françon, Maybach DSH 1934, Mercedes 22/50 PS 1912, Mors 1898, Porsche 597 Jagdwagen 1955, Presto 9/30 PS Typ D 1924 und Vector 1992 |
| EFA Mobile Zeiten                                             | Amerang                      | Autos, Schwerpunkt deutsche Automarken | 204                      | 2010  | Adler 10/50 PS 1925, AGA 6/20 PS Typ C 1924, Apollo C 1912–1914, Benz 27/70 PS 1922, Brennabor 1 Liter Typ C 1931, Dixi 3/15 PS 1927–1928, Elite 12/40 PS Typ E 12 1919, Glas 1700 1965–1967, Hanomag 3/16 PS 1929–1930, Horch 853 1937, K.A.N. Type A 1911–1915, Kleinschnittger F 125, Maico MC 500/4 1956–1958, Maybach Zeppelin 8 Liter Typ DS 1931, NAG 10/45 PS Typ C 4 b Monza 1923, Presto 9/40 PS Typ E 1926, Protos 10/30 PS Typ C 1918–1924, Sachsenring P 240 1956–1959, Stoewer Sedina 1937–1940 und Thurner RS 1969–1974 |
| Dauphin-Fahrzeugsammlung                                      | Hersbruck                    | Autos und Motorräder, Besichtigung nur im Rahmen einer Veranstaltung | 151                      | 2011  | Adler Trumpf Junior 1935, mehrere Alfa Romeo, Aston Martin DB 4 GT 1961, Bitter CD 1976, Borgward Isabella 1961, Bugatti 35 und 57, Cisitalia 202, mehrere Ferrari, Lamborghini Miura, Maserati Mistral 1970, OSCA 1953, Steyr-Puch 650 TR 1968 und Wanderer W 25 K |
| Fahrzeugmuseum Marxzell                                       | Marxzell                     | Autos, Motorräder, Traktoren, Lokomotiven, Straßenbahnen, Fahrräder | 151                      | 2018  | Adler Trumpf Junior 1936, Audi 3,2 Liter Typ 920, Dixi 1928, Fuldamobil N-2, S-1 und S-7, Gutbrod Superior, Hanomag 2/10 PS 1925, Hansa 1100 1934–1939, Maico MC 400/H und MC 500/4, Mathis EMY 4 1932–1935, Mauser Einspurauto, Millot, Mochet CM 100, Piccolo 7 PS 1907–1908, Tornax Rex 1934–1936 und Villard |
| Automuseum Volkswagen                                         | Wolfsburg                    | Werksmuseum mit Autos, Schwerpunkt VW | 150                      | 2014  | VW 181, 411, Caddy, Fridolin, Gol, Golf, Iltis, Jetta, Käfer, Karmann-Ghia, Passat, Polo, Rabbit, Santana, Scirocco, Schwimmwagen, Transporter, Touareg und Typ 3 |
| Automuseum Melle                                              | Melle                        | Autos und Motorräder, wechselnde Ausstellung | 148                      | 2019  | Autobianchi Primula, Bitter CD 1976, Bond Bug 1972, Cameron Model 15, Detroit Electric 1930, Dürkopp Knipperdolling, FMR Tg 500 1958–1959, Goggomobil Dart Roadster, Isuzu Piazza, Le Zèbre 1918, Monotrace 1925, Packard Twin Six 1916, Panhard & Levassor Dynamic 1936, Renault Type KJ, Schacht Invincible 1909, Solo 750, SPA 25 HP, Veritas Nürburgring und Willys-Overland-Crossley Austin Seven Nippy Roadster |
| Deutsches Fahrzeugmuseum Fichtelberg                          | Fichtelberg                  | Autos und Motorräder | 132                      | 2018  | Baur TC 3 1987, Bond Bug 1971, DeLorean DMC-12 1981–1982, Ginetta G 20 2002, Iso Fidia und Grifo, Lamborghini Espada, Maserati Indy, Kyalami und Quattroporte, Panhard & Levassor 1897 und Whippet Four 96 1929 |
| Zylinderhaus                                                  | Bernkastel-Kues              | Autos und Motorräder | 121                      | 2019  | Adler Trumpf Junior, Apal Buggy, AWZ P 70, Benarrow PB 5, Colani GT, DKW 3=6, 4=8, F 1, F 2, F 3, F 4, F 5, F 7, F 8, F 12, F 102, Junior und Sonderklasse, DKW-Vemag Fissore, Glas Isar, Gutbrod Superior, Hanomag Rekord, 1100 und 1700, Maier, Puma GT 1600, Steyr 50 und 220, Thurner RS, Tornax Rex, Trojan 200, Victoria Spatz und VW SP 2 |
| Nationales Automuseum – The Loh Collection                    | Dietzhölztal-Ewersbach       | Autos, Schwerpunkt Sport- und Rennwagen | 118                      | 2024  | Bentley 4 ½ Litre, Benz Victoria Phaeton, Bucciali TAV 8-32, Bugatti Type 50 und Type 57 Atalante, Citroën 2CV Sahara 4×4, Ferrari 288 GTO, Ferrari F1-2000, Lamborghini Miura SV, Lincoln Continental, Maybach Exelero, Maybach Zeppelin DS 8, McLaren MP4/5, McLaren MP4/14, Mercedes-Benz 300 S Cabriolet A, 300 SL Coupé Alu, Mercedes-Benz Typ 500 K Spezial-Roadster 710 SSK, Mercedes-Benz Typ 770 K, Mercedes-Benz CLK GTR, Talbot-Lago Type 26 Grand Sport Coupé Saoutchik und Voisin C 14                                    |
| Autosammlung Steim                                            | Schramberg                   | Autos und Feuerwehrfahrzeuge | 117                      | 2018  | Aero 18 1932 und 1934, American Austin 1931, Auburn 1932, Brasier CM 2 1910, Duesenberg Model A 1923, Marmon 1922 und 1927, mehrere Maybach, Mercer 1922, Nash 431 1929, Saxon Four 1915, Studebaker Little 6 1926, Stutz Bearcat 1923 und Wills Sainte Claire A 68 1921 |
| Deutsches Museum Verkehrszentrum                              | München                      | Verkehrsabteilung des Technikmuseums | 107                      | 2018  | Adler 4 PS 1901, Austro-Daimler ADR 1928, Auto Union Rennwagen Typ C 1936, Baker 1908, Benz Patent-Motorwagen Nummer 1 1886, Cyklon Cyklonette 1904, Daimler Riemenwagen 1895, Lancia Lambda 1923, Léon Bollée 1896, Loreley 6/10 PS 1907, Minerva 32 CV Type AKS 1931, Mobile Dampfwagen 1900, Opel Lutzmann 1899, Protos 17/35 PS 1908, Rumpler 10/30 PS Tropfenwagen 1922, Serpollet Dampfwagen 1891, Slaby-Beringer Elektrowagen 1920, Vindelica Dreirad 1899 und Wanderer 5/12 PS Typ W 1 1911                                    |
| August Horch Museum                                           | Zwickau                      | Autos, Schwerpunkt Horch und Trabant | 107                      | 2022  | Audi Typ B, Typ M und Typ SS, AWZ P 70, DKW F 1, F 2, F 4, F 7 und Sonderklasse 1001, Horch 12/28 PS, 8 16/80 PS, 830, 853, 930 V und 951 A, IFA F 8 und F 9, Sachsenring P 240 1969, Trabant-Prototypen, Wanderer W 22 und W 25 |
| Opel Classic                                                  | Rüsselsheim am Main          | Opel-Sammlung, nur im Rahmen einer Werksbesichtigung zugänglich | 106                      | 2019  | Opel 1,2 Liter, 1,3 Liter, 1,8 Liter, 10/35 PS, 4/8 PS, 6/16 PS, Admiral, Dieselweltrekord GT, GT, Kadett A, Kapitän, Olympia, Olympia Rekord, Patentmotorwagen „System Lutzmann“, Rekord P 2 und Super 6 |
| Citroën-Sammlung Peters                                       | Mainburg-Sandelzhausen       | Fahrzeuge von Citroën, Besichtigung nach Vereinbarung | 94                       | 2018  | Citroën 2 CV, Acadiane, Ami 6, Ami 8, Berlingo, BX, CX, DS, Dyane, GS, Pony, SM, Traction Avant, Visa und XM |
| Merks Motor Museum                                            | Nürnberg                     | Autos und Motorräder sowie Telefone, Schreibmaschinen und Radios | 93                       | 2019  | Amilcar Type C 5, Autobianchi A 112 1974, Bristol 400 1948, Chevrolet Coach 1927, DAF 44 1974, Fiat Uno 1991, Ford P3, Jaguar XK 140 OTS 1955, Jensen-Healey, Lloyd Alexander TS, Mercedes-Benz 220 S Cabriolet 1957 und 280 SL Pagode, Neckar Jagst 2, Panhard 24 bt 1965, Renault 4 und Triumph Herald |
| Mercedes-Benz Museum                                          | Stuttgart                    | Werksmuseum mit Autos, Schwerpunkt Benz, Daimler, Mercedes und Mercedes-Benz | 93                       | 2018  | Benz Blitzen-Benz, Dos-à-Dos, Modell 1, Velo und Victoria, Daimler Phoenix, Riemenwagen und Stahlradwagen, Mercedes 10/40/65 PS, 16/45 PS, 21/35 PS und Simplex, Mercedes-Benz 600 und C 111 |
| Silberhorn Classics                                           | Nürnberg                     | Autos und Motorräder, Schwerpunkt BMW | 90                       | 2024  | BMW 3/15, 3/20, 321, 328, 501/502, 535i, E9, i8, Isetta, M1 und Z8 |
| Siku-Museum                                                   | Stadtlohn                    | Autos, überwiegend Audi, und Modellautos | 90                       | 2020  | Audi 50, 60 und 75, 80, 90, 100, 200, 5000, Coupé, Quattro und V8, Auto Union 1000, DKW Junior, Munga und Sonderklasse, VW Golf, Käfer, Passat, Polo und Scirocco, Sonderkarosserien von Artz, Bischofberger, Crayford, Audi A6 Pollmann Bestattungswagen und Treser |
| Oldtimermuseum Nottuln                                        | Nottuln                      | überwiegend deutsche und englische Sportwagen | 88                       | 2024  | Alvis TA 21, Alvis TD 21, Armstrong Siddeley Sapphire 346, Austin-Healey 100, Bitter SC, Bristol 411, Daimler DB 18, Hillman Minx, Jensen 541, Jensen-Healey, Le Mans Milano, Morgan 4/4, Panther Kallista, Reliant Scimitar SS, Riley RME, Singer Gazelle, Vanden Plas Princess 3 Litre und Wolseley 6/90 |
| Erfinderzeiten                                                | Schramberg                   | Autos, Schwerpunkt Kleinwagen, Motorräder und Uhren | 88                       | 2018  | AWS Shopper, Brütsch Mopetta 1957 und Brütsch V-2 1957, Champion 250 und 400 H, Fend Flitzer 1950, Fuldamobil S-4 und S-7, mehrere Goggomobile, Goliath GP 700 1956, Gutbrod Superior 1952, Hanomag Rekord 1934, Kleinschnittger F 125 1951, Kroboth Allwetterroller 1954, mehrere Lloyd, Maico 500 Sport 1957–1958, Meyra 48 1950, Mini Comtesse Break 1981, mehrere NSU, Petri + Lehr 1953, Steinwinter Junior 50 1981, Urbanix 1972 (Prototyp), Wendax WL 250 Lieferwagen 1948 und Zündapp Janus 1957                               |
| Technik-Museum Speyer                                         | Speyer                       | Technikmuseum | 85                       | 2018  | Aston Martin DBS, Benz 14/30 PS, De Dion-Bouton Type IS 1922, Detroit Electric, Lancia Lambda, Maybach Zeppelin DS 7, Opel 4/16 PS 1928, Peugeot Typ 143 1912, und Wanderer W 24 1938 |
| Auto & Traktor Museum                                         | Uhldingen-Mühlhofen          | Pkw und Traktoren | 83                       | 2018  | AGA 6/20 PS, Ardex, Austin 7, Berkeley B 95, Bond Minicar, BSA 9 HP, Goggomobil, Goliath Pionier, Hanomag 2/10 PS, 3/16 PS und 4/20 PS, Kleinschnittger F 125, Lancia Lambda, Mathis P, Mochet, Norsjö, Piccolo, Reliant Regal, Rolux WB 59, Rovin D 4, Spatz, Steyr 200, Torrelaro, Vespa 400 und Zündapp Janus |
| Automuseum Wolfegg                                            | Wolfegg                      | Autos, Einradanhänger und motorisierte Zweiräder | 77                       | 2018  | Autobianchi A 112, Benz 8/20 PS, Dixi 3/15 PS, DKW F 2, Fiat 850 Quattro Porte von Lombardi, Honda N 600, Lancia Fulvia, NSU Ro 80, Opel Kapitän, Trabant 601 und Vauxhall Viva |
| Audi museum mobile                                            | Ingolstadt                   | Werksmuseum mit Autos und Motorrädern, Schwerpunkt Audi, DKW, Horch, NSU und Wanderer | 76                       | 2018  | Audi 50, 72, 80, 100, Quattro, Typ C, Typ G, Typ M und V8, Auto Union 1000 Sp und V16 Bergrennwagen, DKW F 1, F 5, F 89, F 91, F 102, Junior und 4=8 Schwebeklasse, Horch 10/12 PS, 10/35 PS, 12 6 Liter und 855, NSU Ro 80 und Wanderer W 25 K |
| Toyota Collection                                             | Köln                         | Autos von Toyota | 76                       | 2022  | Lexus LC 500 und LS 400, Toyota Aygo, 2000 GT, Celica, Century, Corolla, Corona, Cressida, Crown, GT 86, IQ, land Cruiser, Mark II, Mirai, Model F, MR 2, Prius, RAV 4, Sera, Sprinter, Starlet, Supra, Tercel und Yaris |
| Porsche-Museum                                                | Stuttgart                    | Werksmuseum mit Autos, Schwerpunkt Porsche | 71                       | 2018  | Austro-Daimler Sascha 1922, Egger-Lohner 1898, Porsche 356, 550, 597, 904, 911, 917, 924, 928, 944, 959, Boxster und Cayenne |
| Streicher Fahrzeug- und Kunstmuseum                           | Lalling                      | Autos | 70                       | 2001  | Amilcar Type CGS 1924, Bugatti 35 A 1926 und 57 1938, Facel Vega HK 500 1959, Gatsby ca. 1985, Glas Isar 1961, Goliath Pionier 1932, Gutbrod Superior Sport Roadster 1950 und Porsche 959 |
| Museum Autovision                                             | Altlußheim                   | Autos, Motorräder, Zweiradgeschichte ab 1817, Schwerpunkte Bugatti und NSU | 67                       | 2018  | Audi A4 Avant Duo, Ayrton & Perry Electric Tricycle 1882 (Nachbau), Bugatti Type 57, Citroën GS Birotor und M 35, Detroit Electric 1909, Ford Think, Hotzenblitz, Jenatzy 1899 (Nachbau), Kohlmus Scirocco 1969–1972, Mazda Cosmo, Eunos Cosmo und RX-2, NSU 5/15 PS, 5/25 PS, 7/34 PS, 8/15 PS, 10/22 PS, 1200, Prinz, Ro 80 und Wankel-Spider, Pöhlmann 1984, Sinclair C 5 und Tesla 2012 |
| 1. Niederbayerisches Automobil- und Motorradmuseum            | Adlkofen                     | Autos und Motorräder | 63                       | 2018  | Lamborghini Espada 1970 und Jarama 1973, Lotus Europa 1968, Maserati 3500 GT, Ghibli, Indy, Merak und Quattroporte, Matra M 530 und Tatra 57 |
| Automuseum Braunschweig                                       | Braunschweig                 | Autos und Motorräder, Schwerpunkt VW | 61                       | 2014  | Auto Union 1000, BMW 700, DKW F 11, Glas Isar, SAS-968, Škoda 1000 MB, VW 412, Country Buggy, Golf, Käfer, SP 2, Plattformwagen und Typ 181 |
| Mobile Welt des Ostens                                        | Calau                        | Fahrzeuge aus Osteuropa | 60                       | 2022  | AWZ P 70, BMW 326, DKW F 5, EMW 325, 327 und 340, Ford Modell T, GAZ-12 ZIM, GAZ-13 Tschaika, GAZ-14 Tschaika GAZ-24 Wolga, GAZ-67, GAZ-69 und GAZ-M1, IFA F 9, P 2 M und P 3, LuAZ-967, Moskwitsch-403 und Moskwitsch-408, Sachsenring P 240, SAS-965 und SAS-968, Škoda 110, 1000 MB, 1101, 1200, Felicia, Octavia und VOS, Tatra 600 und 603, Trabant P 50 und 601, Velorex, Wartburg 311 und ZIS-110 |
| 1. Deutsches Polizeioldtimer-Museum                           | Marburg                      | Polizeiautos | 60                       | 2022  | BMW Isetta 1961, NSU Prinz, Opel Kapitän 1960, Amphi-Ranger 2800 SR 1983, Trabant 601, Volvo 340, VW 412 1973 und Wartburg 353 |
| Technik-Museum Pütnitz                                        | Ribnitz-Damgarten            | Technikmuseum | 60                       | 2019  | Aro 24, Dacia 1300, FSO Warszawa, GAZ-12 ZIM, GAZ-14 Tschaika, GAZ-M20 Pobeda, IFA F 9, mehrere Lada und Moskwitsch, Polski Fiat 125p und 126, SAS-965, SAS-966, SAS-968, mehrere Škoda und SMS SZD |
| Zeithaus in der Autostadt Wolfsburg                           | Wolfsburg                    | Autos | 59                       | 2014  | Audi 100, Bentley 3 Litre, Benz Velo, Borgward Hansa 1500, Bugatti EB 118, Citroën M 35, DKW F 1, Gutbrod Superior, Hanomag 2/10 PS, Horch 12, Lamborghini 350 GT, Lancia Dilambda, Lincoln-Zephyr, Oldsmobile Toronado, 411, Golf und Käfer |
| DDR-Museum Dargen / Usedom                                    | Dargen                       | Autos und Motorräder, Schwerpunkt osteuropäische Marken | 58                       | 2019  | Aro 24, AWZ P 70, Dacia 1300 und 1310, FSM Syrena 105, FSO Polonez und Warszawa, IFA F 8 und F 9, mehrere Lada und Moskwitsch, Polski Fiat 125p und 126p, SAS-965, SAS-968, Škoda Octavia, Tatra 603-2 und 613, Trabant P 60 und Velorex Dreirad |
| PS-Speicher                                                   | Einbeck                      | Autos und Motorräder in der Ausstellung im Hauptgebäude. Abseits gelegen gibt es weitere Sammlungen für Automobile, Kleinwagen, Motorräder, Nutzfahrzeuge und Luxusfahrzeuge (deren Fahrzeuge sind in dieser Tabelle nicht enthalten) | 57                       | 2014  | AC Petite, Adler 8/15 PS, Bond Minicar, Brütsch Mopetta, Champion 400 und Ch-2, Fend Flitzer, Fuldamobil N-2 und S-7, Glas Isar, Hanomag 2/10 PS, Hansa 1700, Horch 8, IFA F 9, Kroboth Allwetterroller, Mochet CM 125 Y, Opel 1,2 Liter, Panhard & Levassor Type B1/B2, Rovin D 4, SAS-965, Vespa 400, Victoria Spatz und Zündapp Janus |
| Automobilsammlung Volkswagen Osnabrück                        | Osnabrück                    | Werksmuseum mit Autos der ehemaligen Karmann-Sammlung, Besichtigung nur im Rahmen einer Veranstaltung | 57                       | 2013  | Adler Diplomat 1937, DKW Sonderklasse 1953, Hanomag Partner 1951, Karmann SUC, Volkswagen Karmann-Ghia Prototyp 1953, Typ 3 Karmann-Ghia 1968 und SP 2 |
| Zündmagnet Wurzen                                             | Wurzen                       | Sammlung von Autos und Motorrädern mit Schwerpunkt auf Auto Union | 57                       | 2022  | Audi 225, 920 und Front, DKW 4=8, F 5, F 7 und F 8, Horch 670, 780, 830, 851, 853, 855 und 951, Magnet Selbstfahrer, Phänomobil, Polyphon, Stoewer 10/50 PS, Wanderer W 8, W 22, W 23, W 24, W 25, W 26 und W 40 |
| automobile welt eisenach                                      | Eisenach                     | Autos, Schwerpunkt Dixi, EMW und Wartburg | 56                       | 2022  | Austin 7, BMW 3/15, 3/20, 309, 320 und 328, Dixi 3/15 PS, 6/24 PS, 9/40 PS, R 8 6/14 PS und R 9 8/21 PS, EMW 321, 325, 327 und 340-2, IFA F 9, Melkus RS 1000 und Wartburg-Motorwagen 1899 |
| Kleinwagen Oldtimersammlung St. Ingbert                       | St. Ingbert                  | Kleinwagen und Motorroller, Besichtigung nur nach Vereinbarung | 55                       | 2009  | AWS Shopper, Bond Minicar Mk. A, Fuldamobil NWF 200, Goggomobil TS 250 Coupé 1964, Gutbrod Superior, Heinkel Kabine, Inter Kabinenroller, Kleinschnittger F 125, Kover, Lloyd Alexander TS, Maico MC 500/4, NSU Wankel-Spider, NSU-Fiat Weinsberg Coupé, Rolux, Rovin, Spatz, Trojan 200 Kabinenroller, Vignale Gamine und Zündapp Janus |
| Curioseum                                                     | Willingen-Usseln             | auch Autos | 55                       | 2019  | Arola 14, AWS Shopper, Biscúter, Casalini Sulky, Diavolino, Ferves Ranger, Flipper I, Fuldamobil S-7, Heinkel Kabine 1957, mehrere Mini Comtesse und Mochet, Norsjö, Reliant Regal 1969, Steinwinter Junior 50, Velorex, Victoria Spatz 1957 und Willam A 3 1972 |
| Vehikelsammlung Eppelheim                                     | Eppelheim                    | Autos, Motorräder und Versehrtenfahrzeuge, Besichtigung nur nach Vereinbarung | 54                       | 2010  | Albrecht Behindertenfahrzeug 1953, Amphicar 770, Bond Bug 700 ES, Brütsch Mopetta 1958, Champion 400 1951, Frisky Family Three, Fuldamobil N-2 1953, Grewe & Schulte-Derne S 54 1954, Hurst 250 1951, Kleinschnittger F 125 1951, mehrere Meyra, Mochet CM 1951, P. Vallée Chantecler, Petri + Lehr Typ 57, Rovin D 2 1948, Scootacar, Siata Spring, Velorex 16/350 1968, Vignale Gamine 1969 und Westfalia Lizenz Meyra Behindertenfahrzeug                                                                                           |
| BMW Museum                                                    | München                      | Werksmuseum mit Autos, Schwerpunkt BMW | 54                       | 2018  | BMW 3/15 PS, 315/1, 328, 507, 1500, 2002, 3.0 CS, Isetta, M 1, Z 1, Z 3 und Z 8 |
| Renault Museum Philipp                                        | Sinsheim                     | Fahrzeuge von Renault und Alpine, nur für Gruppen nach Vereinbarung geöffnet | 52                       | 2018  | A 106, A 108, A 110, A 310 und V6, Dinalpin 1971, Renault 4, 4 CV, 5, 6, 8, 10, 12, 14, 16, 17, 18, 25, Alliance, Avantime, Clio, Colorale, Dauphine, Espace, Floride, Frégate, Fuego, Laguna, Primaquatre, Spider, Type AI, Type AX, Type KZ und Type NN |
| Mazda-Museum Augsburg                                         | Augsburg                     | Autos von Mazda | 48                       | 2018  | Autozam AZ-1, Eunos Cosmo, Mazda 1000, 121, 323, 616, 626, 929, Bongo, Chantez, Cosmo, Luce, MX-3, MX-5, RX-2, RX-3, RX-4, RX-7, RX-8 und Pathfinder |
| Automuseum d. kleine Lemgoer                                  | Lemgo                        | Autos, Schwerpunkt Porsche | 48                       | 2016  | BMW 315/1 1934, Porsche 356, 597 Jagdwagen, 911, 912, 924 und 928 und VW-Porsche 914/6 1969 |
| Museum Walters Oldtimer                                       | Knittlingen                  | Autos, Motorräder, Traktoren | 46                       | 2022  | Adler Trumpf Junior, Aero 18, Auto Union 1000, BMW Isetta, Borgward Isabella, Citroën Ami 6, Ford Taunus, Fram-King, Goggomobil, Heinkel Kabine, Lloyd 600, NSU Prinz, Petri & Lehr Krankenfahrstuhl, Renault Dauphine, Simca 5 und Zündapp Janus |
| Automuseum Dr. Carl Benz                                      | Ladenburg                    | Autos, Schwerpunkt Benz und Mercedes-Benz | 46                       | 2018  | Amilcar Type CC 1921, Benz 6/18 PS 1921, 8/20 PS 1914, 10/30 PS 1914, 14/30 PS 1910, Modell 1 1886, Velo 1898 und Victoria 1893, C. Benz Söhne 8/25 PS 1924, Lux 1901, Mercedes-Benz 170 H 1937, 170 S 1950 und 600 1967, Sears K 1906 und Stoewer 8/32 PS 1923 |
| Oldtimermuseum Zollernalb                                     | Hechingen                    | Autos und Motorräder | 45                       | 2018  | Alfa Romeo Giulia, Alpine A 110, Bentley Mark VI, Cadillac DeVille Cabriolet 1970, Chevrolet Impala 1960, DKW F 7, Ford 12 M, Mercedes-Benz W 15 Cabriolet, NSU Wankel Spider, Opel Ascona A, Renault Caravelle, Rolls-Royce Phantom I und VW Fridolin |
| Automobil- und Spielzeugmuseum Nordsee                        | Norden                       | Autos | 41                       | 2006  | Albar Jet 1978, Bitter CD 1977, Glas 2600 V8 1966, Hillman Minx 1946, Kelmark GT Coupé 1973, Oakland Six 1928, Puma GT-V Coupé 1992 und Riley 12/4 HP 1935 |
| Deutsches Automuseum                                          | Langenburg                   | Autos und Motorräder | 38                       | 2018  | Alvis 12/60 HP 1931, Baker 1901, DKW F 5, Hanomag 2/10 PS, Lancia Lambda, Riley 9 HP Monaco 1935, Sizaire-Naudin 1910 und Zündapp Janus |
| Da Capo Oldtimermuseum & Eventhalle                           | Leipzig                      | Autos | 38                       | 2011  | Buick Special 1958, Cadillac De Ville 1968, EMW 340, Erskine 51 1928, GAZ M-21 Wolga 1965, IFA F 8, mehrere Lincoln, Packard Clipper 1953 und Praga Piccolo 1933 |
| PACE Automobil Museum                                         | Dortmund                     | Autos und Rennwagen | 37                       | 2024  | Cadillac Fleetwood, Chevrolet Caprice, Dodge Viper, Ferrari Monza SP, Ford Mustang, Lamborghini Aventador, Talbot-Matra Murena, Toyota Supra und VW Golf I von Artz |
| Fahrzeug- und Technikmuseum Alte Feuerwache                   | Ibbenbüren                   | Autos und Motorräder | 37                       | 2022  | AWS Shopper, BMW Isetta, BSA Scout 1938, Chevrolet Corvette, Goggomobil, Mercedes-Benz 190 SL, MG B, Opel Ascona A, Rolls-Royce Silver Shadow, Triumph TR 3 und Wartburg 311 |
| Kraftwagen + Krafträder                                       | Satteldorf-Ellrichshausen    | Autos und Motorräder, Besichtigung nur nach Vereinbarung | 36                       | 2003  | BMW 3/15 PS, 315/1, 501, 600 und 700, Kleinschnittger F 125, Mercedes-Benz 170 S und 190 SL, NSU Sport-Prinz, Spatz und VW 411 |
| Verkehrsmuseum Karlsruhe                                      | Karlsruhe                    | Autos und Motorräder | 34                       | 2018  | Adler 5/9 PS, Bergmann/SAF Liliput 4 PS 1904, Mercedes-Benz 500 K, NAG 10/40 PS Typ C 4 1924 und Tatra 57 1938 |
| Oldtimer Museum Rügen                                         | Prora auf Rügen              | Technikmuseum | 34                       | 2004  | BMW 328 1938, Chevrolet Impala 1960, DeSoto 1947, Dixi 3/15 PS 1928, EMW 340-2 1952, Ford Köln 1933, GAZ-12 ZIM 1957, IFA F 8 und F 9, Lotus Elite 1974 und Whippet 1930 |
| Blaulichtmuseum Beuster                                       | Beuster                      | Polizeiautos | 33                       | 2016  | GAZ-13 Tschaika, GAZ M-21 Wolga, GAZ-24 Wolga GAZ-69, Lada 1600, LuAZ-967, Trabant P 50, Volvo 245 und Wartburg 353 |
| Automuseum Wanner                                             | Weil im Schönbuch            | Autos, Schwerpunkt Mercedes-Benz, und Motorräder | 31                       | 2010  | BMW 502, Borgward Isabella 1957, Goggomobil 1959, Mercedes-Benz 300 1959, Opel P 4 1935, Seat 850, Steinwinter 250 L 1975 und Trojan Kabinenroller |
| Automuseum Nossen                                             | Nossen                       | Autos, Schwerpunkt Renault | 30                       | 2022  | AHK Bugatti, Austin A125, Austin-Healey Sprite, Dacia 1300 1974, Excalibur Series III, Hanomag 4/23 PS Typ N 63 1931, Renault Caravelle, Fuego, Monaquatre, Monastella und Rodéo, SAS-965 1967, Simca Aronde 1957, Studebaker Dictator 1928 und Wartburg 311 |
| Mitsubishi Museum                                             | Rettenberg                   | Autos der Marke Mitsubishi | 30                       | 2018  | Mitsubishi 3000 GT, Celeste, Colt, Cordia, Debonair, Diamante, Eclipse, FTO, Galant, Lancer, Pajero, Sapporo, Sigma, Space Star, Space Wagon, Starion und Tredia |
| Auto- und Spielzeugmuseum Boxenstop                           | Tübingen                     | Autos, Schwerpunkt Sport- und Rennwagen, und Spielsachen | 30                       | 2018  | Austin-Healey 100/6 BN 1956, Ferrari 250 GT 1960, Lister 1957–1959, Lotus Eleven 1957, Maserati 4 CL, MG TD 1950, Morgan Threewheeler 1933 und Porsche 906 1966 |
| Erwin-Hymer-Museum                                            | Bad Waldsee                  | Autos, Wohnwagen und Wohnmobile | 29                       | 2012  | Borgward Isabella Coupé 1960, DKW F 8 1939, Dornier Delta Prototyp 1955, Edsel Ranger 1958, Goggomobil T 250 1967, Lamborghini Espada 1969, NSU Ro 80 1969, Opel Kadett 1938, Praga Piccolo 1939 und Volvo 244 1978 |
| Rosengart-Museum                                              | Bedburg                      | Autos der Marke Rosengart | 29                       | 2021  | Rosengart Ariette 1952, LR 2, LR 4, LR 4 N 2, LR 4 PL, LR 44, LR 49, LR 505, LR 539 und LR 70 |
| Trabiparadies Kölleda                                         | Kölleda                      | Autos der Marke Trabant | 29                       | 2022  | AWZ P 70, Trabant 600, 601 und 1.1 |
| Deutsches Technikmuseum                                       | Berlin                       | Technikmuseum | 28                       | 2016  | Amphicar 770, Colani GT 1964, De Dion-Bouton Type E, Grade 4/16 PS 1922, Rumpler Tropfen-Auto 1923, Slaby-Beringer 1921 und Zündapp Janus 1958 |
| Oldtimer-Museum Guben                                         | Guben                        | Autos und Motorräder | 28                       | 2022  | AWZ P 70, Bentley 4 ½ Litre, BMW Isetta, Dixi 3/15, DKW F 7, EMW 327 und 340, IFA F 8 und F 9, Jaguar E-Type, XK 120 und XK 8, Opel 1,2 Liter, Peugeot Typ 172, Škoda 130, VW Typ 4 und Wartburg 311 |
| Motorrad- und Kleinwagenausstellung in Brand                  | Haundorf-Brand               | Autos, Schwerpunkt Kleinwagen, und Motorräder | 27                       | 2013  | AWS Shopper, BMW Isetta, Fuldamobil N-2, S-4 und S-7, Glas Isar, Gutbrod Superior, Heinkel Kabinenroller, Kleinschnittger F 125, Lion-Peugeot 1913, Maico MC 500/4, Meyra 25 1958, Velorex und Zündapp Janus 1958 |
| Verkehrsmuseum Dresden                                        | Dresden                      | Technikmuseum | 26                       | 2022  | AWZ P 70, Baker Electric 1910, EMW 340-2 1952, Framo Piccolo 1935, Goliath Pionier, Phänomobil, Pilot 6/30 PS 1926, Röhr 8 13/75 PS Typ F 1933, Schöche Dampfwagen Nr. 1, Simson-Supra 8/40 PS Typ So 1925 und Wanderer Prototyp 1904 |
| Ringwerk                                                      | Nürburg                      | Rennsportmuseum am Nürburgring mit einigen Pkw | 26                       | 2019  | Alfa Romeo 1900, Bentley 6 ½ Litre, Dino 246 GT, Ford Granada, Lancia Aurelia und OM 665 SS |
| Motormuseum Öhringen                                          | Öhringen                     | Autos und Motorräder | 26                       | 2018  | Aston Martin DB2/4 1958, Bentley R-Type 1953, BMW 503 1957, Borgward Hansa 2400 1956, Cadillac 62 1949, Delahaye Type 135 MS 1948, Hotchkiss Antheor 1951, Maserati 3500 GT 1960, Packard Clipper 1946, Talbot-Lago Record T 26 1949 und Triumph 2000 1951 |
| Fahrzeugmuseum Suhl                                           | Suhl                         | einige Autos, mehr Motorräder | 26                       | 2022  | AWZ P 70, BMW 3/20 1932, Dixi 3/15 1928, EMW 327 und 340, Hotzenblitz Elektrowagen, Melkus RS 1000, Opel 4/8 PS, Simson Supra 8/40 PS und 18/90 PS, Wanderer W 52, Wartburg 311 und 353 |
| Halle 77                                                      | Dortmund                     | Autos und Motorräder, Schwerpunkt Fahrzeugtuning | 24                       | 2024  | Alfa Romeo 75, Audi 50, BMW 02, Ford Sierra, Lada, Lancia Delta, Opel Ascona, Manta, Olympia Rekord, Omega und Rekord P 2, VW Golf I und Scirocco I |
| Das Andere Museum der 50er und 60er Jahre                     | Horrheim                     | Autos und Gegenstände der 1950er und 1960er Jahre | 24                       | 2010  | AWS Shopper, DKW Junior de Luxe 1962, Ford FK 1000 Kleinbus 1960, mehrere Goggomobile, Lloyd Arabella, NSU 1200 C 1970 und SAS-965 1968 |
| Meininger Zweirad Museum                                      | Meiningen                    | Fahrzeuge der Deutschen Volkspolizei (DDR), wenige Autos und 115 Motorräder | 24                       | 2010  | GAZ-69, IFA F 9, Lada, Moskwitsch, Sachsenring P 3, UAZ und Wartburg |
| Thüringer Kloßmuseum                                          | Heichelheim                  | Regionalmuseum mit einigen Autos | 23                       | 2024  | Barkas B 1000, EMW 340, IFA P3, Trabant P 50, Wartburg 1.3, 311, 312 und 353 |
| Grafs Oldtimertenne                                           | Issing bei Vilgertshofen     | Kleinwagen und Motorräder | 23                       | 2010  | Amphicat 1969–1971, Ardex 1952–1955, AWS Shopper 1974, Bond Minicar 1958, Fuldamobil S-7, Glas Isar 1961, Goggomobil 1958 und 1961, Hansa 1100 1959, Heinkel Kabinenroller 1958, Kroboth Allwetterroller 1954, mehrere Lloyd, Maico MC 500/4 1957, Victoria Spatz 1957 und Zündapp Janus 1957 |
| Museum Historische Maschinen & Fahrzeuge                      | Leisnig                      | auch Autos | 23                       | 2022  | BMW 3/15, Citroën 2 CV, City-El, EMW 340, IFA F 8 und F 9, Moskwitsch-408, NSU-Fiat 500, Opel Kadett, Sachsenring P 240, Škoda Felicia und Octavia, Trabant 601, VW Käfer und Wartburg 311 |
| Irmscher Museum                                               | Remshalden                   | Werksmuseum von Irmscher Automobilbau | 22                       | 2018  | Irmscher 7, Inspiro und Selectra, Opel Ascona B, Ascona C, Astra H, Commodore A, Commodore B, Corsa A, GT, GT Roadster, Kadett C, Kadett E, Manta B, Monza, Senator und Signum |
| Renault Museum Fritz Schweier                                 | Fellbach-Schmiden            | Fahrzeuge von Renault | 21                       | 2018  | Alpine A 310, Renault 4, 4 CV, 6, 8, 14, 16, Caravelle, Dauphine, Frégate, Fuego, Juvaquatre, Monaquatre, Primaquatre, Primastella und Vivaquatre |
| Oldtimermuseum Culitzsch                                      | Wilkau-Haßlau                | Autos | 21                       | 2022  | GAZ M-21 Wolga, GAZ-24 Wolga, Horch 853, Lada 2103, LuAZ-967, Polski Fiat 125p, Škoda 100, Tatra 603 und 613, Trabant 601, UAZ-469, Wartburg 311 und 353, Zastava 101 und ZIL-115 |
| Museum für sächsische Fahrzeuge                               | Chemnitz                     | Autos, Motorräder und Fahrräder | 20                       | 2022  | AWZ P 70, DKW F 1, F 2, F 4, F 5, F 8 und F 9, Framo Piccolo, Hataz, Moll Mollmobil, Polymobil, Wanderer W 2, W 10 und W 11 Feuerwehr 1929 |
| Central Garage                                                | Bad Homburg vor der Höhe     | Autos, wechselnde Ausstellung | 19                       | 2024  | Adler 35 PS, Benz Patent-Motorwagen Victoria, BMW E3, Brasier und Mercedes-Simplex |
| Fahrzeugmuseum Krackow                                        | Krackow                      | Autos und Motorräder | 19                       | 2019  | AWZ P 70, Ford Modell T, IFA F 8, SAS-968, Škoda 1000 MB, Wartburg 311 und Wolseley 4/44 |
| Museum Industriekultur                                        | Nürnberg                     | einige Autos, mehr Motorräder | 19                       | 2018  | BMW 600 1958, Dornier Delta 1954, Faun 6/30 PS Typ K 3 1927, Mars 6/7 PS 1903, mehrere Maurer-Union, Victoria 5 PS Motorwagen 1902, Victoria Spatz und Zündapp Janus 1958 |
| Fränkische Kleinwagensammlung Bittner                         | Stopfenheim bei Ellingen     | Kleinwagen | 19                       | 2013  | BMW 600 und Isetta, Brütsch Mopetta, Fuldamobil S-4 1956, Goggomobil T 250 Limousine und TS 250 Coupé, Heinkel Kabinenroller 1956, Kleinschnittger F 125 1951, Messerschmitt KR 200 Kabinenroller 1956, Meyra 1962, Victoria Spatz 1957 und Zündapp Janus 1957 |
| Ostdeutsches Fahrzeugmuseum Benneckenstein                    | Benneckenstein               | Autos und Motorräder | 18                       | 2011  | Duo, Lada, SAS-965 1966, Škoda 100, mehrere Trabant, mehrere Wartburg |
| Zeitwerkstadt                                                 | Frankenberg                  | Nutzfahrzeuge, wenig Pkw | 18                       | 2022  | Barkas B 1000, Framo LT 200 und Stromer |
| Automobil-Veteranen-Salon                                     | Gundelfingen an der Donau    | Autos, Besichtigung nur nach Vereinbarung | 18                       | 2003  | Delage Type D.8 S 1932, Georges Irat 4 A 11 CV 1926, Grégoire 132 B 1919, Hispano-Suiza 12–15 HP 1908, Rolland-Pilain RP 1913, Salmson S 4 DA 1935, Talbot M 67 1927, Unic L 61 1925 und Vermorel ZX 1923 |
| Technoseum                                                    | Mannheim                     | Landesmuseum für Technik und Arbeit mit einigen Autos | 18                       | 2018  | Adler Trumpf Junior, Amphicar 770, BMW Isetta, C. Benz Söhne 8/25 PS 1924, Ford T 1926, Hanomag 2/10 PS, NSU Ro 80 und Trabant 601 |
| Museum Bob Forstner Stuttgart                                 | Stuttgart                    | Autos von Lamborghini | 18                       | 2018  | Lamborghini 400 GT, Countach, Diablo, Jalpa, Jarama, LM 002, Miura und Urraco |
| Industriemuseum Chemnitz                                      | Chemnitz                     | Industriemuseum mit einigen Autos | 17                       | 2022  | DKW 4=8, F 1, F 2, F 5, F 7, F 8 und Typ P, Slaby-Beringer, Trabant 601 und Wanderer W 23 |
| Schwäbisches Bauern- und Technikmuseum                        | Eschach                      | Technikmuseum | 17                       | 1999  | BMW 3/15, Borgward Isabella, Mercedes-Benz 170 V, Opel Olympia und VW 166 Schwimmwagen |
| Museum für historische Maybach-Fahrzeuge                      | Neumarkt in der Oberpfalz    | Autos | 17                       | 2010  | Maybach W 5 1926, SW 35, SW 38 und Zeppelin DS 8 |
| Geländewagenmuseum                                            | Boxberg                      | Geländewagen | 16                       | 2022  | GAZ-69, Horch H 1, IFA F 9, P 2 M und P 3, Land Rover Series, LuAZ-967, Moskwitsch-410, Stoewer M 12, Tempo G 1200 und VW Typ 82 Kübelwagen |
| Automuseum Prototyp                                           | Hamburg                      | Autos, Schwerpunkt Sport- und Rennwagen | 16                       | 2008  | Borgward Hansa 1500 RS 1954, Dyna-Veritas 1952, Porsche 356, 597 Jagdwagen, 904 und 911 und WD 1954 |
| Fahrzeug- und Technikmuseum Fürstenau                         | Boitzenburger Land           | Autos | 15                       | 2019  | AWZ P 70, DKW F 8, GAZ M-21 Wolga, IFA F 9, SAS-965 und Trabant P 50 |
| Museum Patina                                                 | Ebersbach an der Fils        | Autos und Motorräder | 15                       | 2018  | Audi 100, DKW Munga, Mercedes-Benz SLC, Porsche 924, VW 411 und VW Typ 3 |
| Sächsisches Feuerwehrmuseum Zeithain                          | Zeithain                     | Feuerwehrmuseum mit einigen Pkw | 15                       | 2022  | IFA P 2 M, Lada 2107, Smart Fortwo, Wartburg 311 und Wartburg 353 |
| Trabi Museum Berlin                                           | Berlin                       | mehrere Trabant | 14                       | 2016  | AWZ P 70, DKW F 2, Trabant 1.1, P 50 und 601 |
| Hunsrücker Motorroller- und Kleinwagensammlung                | Gemünden                     | Kleinwagen und Motorroller | 14                       | 2019  | FMR KR 200, Heinkel Kabine, NSU Prinz, Steinwinter 250 L und Zündapp Janus |
| Museum Stammheim                                              | Kolitzheim-Stammheim am Main | Militärmuseum mit einigen Pkw | 14                       | 2018  | DKW Munga, LuAZ-967, Opel P 4, Sachsenring P 3, Trabant 601, UAZ-469, VW 82, 181 und Iltis |
| Oldtimermuseum Meßkirch                                       | Meßkirch                     | Autos und Motorräder | 14                       | 2018  | BMW 600 1959, Fuldamobil NWF 200 1959, Hanomag 4/23 PS 1931, Morgan Threewheeler 1936, NSU 1200 1968, Schakomobil 1957 und Wanderer W 22 1934 |
| Fahrzeugmuseum Staßfurt                                       | Staßfurt                     | Autos und Motorräder | 14                       | 2011  | Duo 1983, Framo-Lieferwagen 1956, Lada 1987, mehrere Trabant und Wartburg |
| Rottauer Museum für Fahrzeuge, Wehrtechnik und Zeitgeschichte | Pocking                      | Militärmuseum mit Autos und Motorrädern | 13                       | 2000  | BMW 325, Steyr 1500 A und Trabant P 601 Tramp |
| Tatra-Galerie Riesebeck                                       | Angermünde                   | Autos der Marke Tatra, Besichtigung nur nach Vereinbarung | 12                       | 2019  | Tatra 12, 57, 87, 600, 603, 613 und 700 |
| Museum Dingolfing                                             | Dingolfing                   | Industrie- und Stadtmuseum mit einigen Pkw | 12                       | 2018  | 5er-Reihe und 6er-Reihe, Glas 1300 GT, 1304 CL, 3000 V8 und Isar, Goggomobil |
| Wehrtechnische Studiensammlung Koblenz                        | Koblenz                      | Militärmuseum mit ein paar Autos | 12                       | 2024  | DKW Munga, Europa-Jeep, Goliath Jagdwagen Typ 31, IFA P3, Stoewer R 180, VW Iltis, Typ 82, Typ 166 Schwimmwagen und Typ 181 |
| Technische Sammlung Hochhut                                   | Frankfurt am Main            | Technikmuseum mit einigen Autos | 11                       | 2011  | Bergmann/SAF Gaggenau 1898, Citroën 5 CV, De Dion-Bouton 1903, Dixi 3/15 PS Typ DA 1 1928, Goliath Dreirad-Pritschenwagen 1924, Opel 1,8 Liter 1930, Stanley Dampfwagen 1902 und Wanderer W 45 1937 |
| Kraftfahrzeug- und Technik-Museum Cunewalde                   | Cunewalde                    | Autos und Motorräder | 10                       | 2004  | Amilcar 1923, BMW 3/15 PS 1932, Horch P 3 1969, Lada 2102 1980, Opel P 4 und Gutbrod Superior 1933 |
| Westfälisches Feuerwehrmuseum                                 | Hattingen                    | Feuerwehrmuseum mit einigen Pkw | 10                       | 2024  | Mercedes-Benz /8, Opel Omega A und Senator, VW Typ 181 und Passat B2 |
| Opel Oldtimer Konrad Martin                                   | Stockach                     | Fahrzeuge von Opel | 10                       | 2018  | Opel Admiral 1938, Diplomat B, GT, Kadett C, Kadett E, Kapitän 1950, Olympia 1951 und Speedster |
| Technikmuseum Kratzmühle                                      | Kinding                      | Autos und Motorräder | 9                        | 2001  | BMW Isetta 1959, Fiat 500 1972, FMR Kabinenroller 1959, NSU Prinz 1972, Opel 1,2 Liter 1934 und Piccolo 5 PS 1904 |
| Deutsches Zweirad- und NSU-Museum                             | Neckarsulm                   | Autos, Schwerpunkt NSU, und Motorräder | 9                        | 2010  | De-Dion-Bouton-Motordreirad 1899, Messerschmitt Kabinenroller und NSU 5/15 PS, 8/24 PS, Prinz, Ro 80, TT und Wankel-Spider |
| DDR-Museum Pirna                                              | Pirna                        | DDR-Museum mit einigen Autos | 9                        | 2022  | Lada 2101, Škoda 120, Trabant 600 und 601, Wartburg 311 und 353 |
| MAC – Museum Art & Cars                                       | Singen                       | Autos und Kunst | 9                        | 2018  | Audi Sport quattro, BMW i 8, Bugatti Type 35, 5 CV, Lancia Fulvia, Porsche 911 und Rolls-Royce Phantom I |
| Historische Motorräder Harsewinkel                            | Harsewinkel                  | einige Autos, mehr Motorräder | 8                        | 2015  | Auto Union 1000 Coupé, Hille Motordreirad 1898, Seat 600 und Trabant P 50 |
| Umspannwerk Recklinghausen                                    | Recklinghausen               | Technikmuseum mit einigen Autos | 8                        | 2019  | Mini-El, Pöhlmann und VW Golf I Citystromer |
| Industriemuseum Brandenburg an der Havel                      | Brandenburg an der Havel     | Autos der Marke Brennabor | 7                        | 2016  | Brennabor 8/24 PS Typ P 1920, Brennaborette 3 PS 1908–1911 und Juwel 6 10/45 PS Typ B 1930 |
| Oldtimer- und Fahrzeugmuseum Engen                            | Engen                        | Autos und Motorräder | 7                        | 2018  | Ford Modell T 1925, Opel Rekord C Taxi von Vogt 1967, Porsche 911, Renault Type NN und Volvo PV 544 1963 |
| Museum der Hamelner Automobilgeschichte                       | Hameln                       | Autos | 7                        | 2021  | Colibri 3,5 PS 1908, Selve 8/32 PS 1921 und Sperber 6/18 PS 1911–1912 |
| Oldtimer-Atelier                                              | Sandersdorf                  | Autos | 7                        | 2022  | Citroën Traction Avant, Excalibur Series III und Mercedes-Benz 190 SL |
| Internationales Feuerwehrmuseum Schwerin                      | Schwerin                     | Feuerwehrmuseum mit einigen Pkw | 7                        | 2019  | Audi 100, Trabant 601, VW Typ 181 und Wartburg 311 |
| Technisches Landesmuseum                                      | Wismar                       | Technikmuseum mit einigen Autos | 7                        | 2004  | EMW 340-2, IFA F 8 und F 9, Wartburg 311, 312-5 und 353 W |
| Oldtimer-Museum Herbert Schmidt                               | Nuthetal-Bergholz-Rehbrücke  | einige Autos, mehr Motorräder, Besichtigung nur nach Vereinbarung | 6                        | 2004  | EMW 327/2 1954, Mercedes-Benz 230 1936, NSU-Fiat 1100 1938 und Wanderer W 22 1934 |
| Oldtimer im Stall                                             | Bredstedt                    | Autos, Besichtigung nur nach Vereinbarung | 6                        | 2006  | DKW 3=6 1956, Ego 1922, Kleinschnittger F 125 und Mercedes-Benz 12/55 PS Typ 300 1926 |
| Oldtimer- und Technikmuseum Perleberg                         | Perleberg                    | Autos und Motorräder | 6                        | 2019  | Adler Trumpf Junior, IFA F 8, Trabant P 50 und Wartburg 311 |
| Oldtimermuseum Groß Raden                                     | Sternberg-Groß Raden         | Autos und Motorräder | 6                        | 2004  | Chevrolet 1930, Ford A 1928, IFA F 8, Škoda 1000MB 1968 und Wartburg 311 1958 |
| Motorrad-Auto-Nostalgie-Museum                                | Eschershausen                | Autos und Motorräder | 5                        | 2014  | Auto Union 1000, Ford Taunus (P 4), Mercedes-Benz 190 SL und Opel Olympia Rekord |
| Historisches Museum Hannover                                  | Hannover                     | Stadtmuseum mit einigen Autos und Motorrädern | 5                        | 2008  | BMW Isetta 1956, Hanomag 1,3 Liter 1939 und Hawa Elektrowagen 1922 |
| Zeppelin Museum                                               | Friedrichshafen              | Technikmuseum mit wenigen Autos | 4                        | 2018  | Gaylord Gladiator 1953 und Maybach Zeppelin DS 8 1938 |
| Deutsches Historisches Museum                                 | Berlin                       | unter anderem drei Autos | 3                        | 2016  | Maurer-Union, Trabant P 50 und VW Käfer |
| Unimog-Museum                                                 | Gaggenau                     | Viele Unimog, wenig Pkw | 3                        | 2023  | Gaggenau Type D 1909, Liliput 1904 und Orient-Express 1897 |
| Museum Ober-Ramstadt                                          | Ober-Ramstadt                | einige Autos | 3                        | 2018  | HAG-Gastell 5/25 PS 1925–1927, Röhr 8 und Röhr Junior 6/30 PS 1933–1935 |
| Garage du Pont                                                | Potsdam                      | Autos | 3                        | 2016  | Citroën 2 CV und Simca 8 Deho 1939 |
| Museum Zinkhütter Hof                                         | Stolberg                     | Industriemuseum mit einigen Pkw | 3                        | 2021  | Cudell 1901, Fafnir 1911 und Streetscooter (Prototyp) 2011 |
| Schloss Augustusburg                                          | Augustusburg                 | Motorräder, kaum Autos | 2                        | 2022  | Kayser Motordreirad und Winkler |
| Militärhistorisches Museum der Bundeswehr                     | Dresden                      | Militärmuseum mit einigen Pkw | 2                        | 2022  | Horch 830 und Stoewer Typ 40 |
| Vonderau Museum                                               | Fulda                        | auch Autos | 2                        | 2012  | Fuldamobil S-4 1956 und Fram-King S 7 |
| Straßenbahnmuseum Halle                                       | Halle (Saale)                | Straßenbahnen, Autos und Busse | 2                        | 2022  | GAZ-24 Wolga und Trabant 601 1986 |
| Sächsisches Nutzfahrzeugmuseum                                | Hartmannsdorf                | 50 Nutzfahrzeuge, kaum Pkw | 2                        | 2022  | IFA P 2 M und Trabant 601 |
| Museum im Schwedenbau                                         | Oberndorf am Neckar          | Heimatmuseum mit 2 Autos | 2                        | 2010  | Mauser 6/24 PS Typ M 7 1926–1927 und Winkler Einspurauto 1921–1927 |
| Motorrad- und Technikmuseum Leiningerland                     | Quirnheim                    | einige Autos, mehr Motorräder | 2                        | 2010  | Goggomobil 1964 |
| Historisches Museum der Stadt Bielefeld                       | Bielefeld                    | Industriemuseum mit einem Auto | 1                        | 2016  | Dürkopp ca. 1905 |
| Unteres Schloss (Greiz)                                       | Greiz                        | Schloss mit Museum und einem Pkw | 1                        | 2022  | Freia |
| Motorrad- und Technikmuseum Großschönau                       | Großschönau                  | kaum Autos, mehr Motorräder | 1                        | 2010  | Adler 4 PS 1902 |
| Miele-Museum                                                  | Gütersloh                    | Miele-Werksmuseum mit einem Auto und einigen Motorrädern | 1                        | 2018  | Miele K 3 1913 |
| Museum für Kutschen, Chaisen, Karren                          | Heidenheim an der Brenz      | Kutschenmuseum mit einem Auto | 1                        | 2023  | Daimler Motordroschke |
| Michael Schumacher Private Collection                         | Köln                         | Fahrzeuge des Rennfahrers Michael Schumacher, überwiegend Rennwagen, dazu 1 Pkw | 1                        | 2022  | Fiat Nuova 500 |
| N’Ostalgiemuseum                                              | Leipzig                      | DDR-Museum mit einem Auto und einigen Krafträdern | 1                        | 2024  | Trabant P 50 |
| Zündapp-Museum der Brauerei Zoller-Hof                        | Sigmaringen                  | Zweiräder und 1 Pkw von Zündapp | 1                        | 2018  | Zündapp Janus |
| Schloss Fachsenfeld                                           | Aalen                        | 3 Autos |                          |       | |
| Schlepper-, Auto- und Gerätemuseum Hesse                      | Aidhausen                    | einige Autos, mehr Traktoren, Besichtigung nur nach Vereinbarung |                          |       | |
| Agroneum                                                      | Alt Schwerin                 | Landwirtschaftsmuseum mit einigen Autos |                          |       | |
| Attendorner Feuerwehr-Museum                                  | Attendorn                    | Feuerwehrmuseum mit einem Auto |                          |       | |
| Oldtimer- und Techniksammlung                                 | Augaard bei Sankelmark       | |                          |       | |
| DDR-Museum Berlin                                             | Berlin                       | DDR-Museum mit einigen Autos |                          |       | |
| Polizeihistorische Sammlung (Berlin)                          | Berlin                       | Polizeiautos |                          |       | |
| Deutsche Land Rover Sammlung                                  | Beuron-Neidingen             | Geländewagen von Land Rover |                          |       | |
| Automobile Zeitzeugen                                         | Bispingen                    | etwa 20 Autos |                          |       | |
| Old- und Youngtimer-Museum                                    | Bötzingen                    | etwa 20 Autos und 5 Motorräder |                          |       | |
| Kreisagrarmuseum Dorf Mecklenburg                             | Dorf Mecklenburg             | Landwirtschaftsmuseum mit einem Auto |                          |       | |
| Oldtimerhof Dornburg                                          | Dornburg                     | Autos der Marke Wartburg |                          |       | |
| Klima-Lounge Museo CCC                                        | Eberhardzell                 | Autos und Traktoren von Lamborghini |                          |       | |
| Rheinisches Feuerwehrmuseum                                   | Erkelenz-Lövenich            | Feuerwehrmuseum mit mindestens einem Pkw |                          |       | |
| Bald’s Historische Fahrzeugschau                              | Erndtebrück                  | Motorräder, Schwerpunkt BMW, mind. 2 Pkw |                          |       | |
| Feuerwehrmuseum Finsterwalde                                  | Finsterwalde                 | Feuerwehrmuseum mit 3 Autos |                          |       | |
| Technikmuseum Freudenberg                                     | Freudenberg                  | Technikmuseum mit einigen Autos |                          |       | |
| ZF Museum                                                     | Friedrichshafen              | einige Pkw |                          |       | |
| Deutsches Feuerwehr-Museum                                    | Fulda                        | Feuerwehrmuseum mit 1 Auto |                          |       | |
| Motorrad-Motoren-Museum                                       | Ganderkesee-Steinkimmen      | Motorräder, wenig Pkw |                          |       | |
| Rometsch-Karosserie-Museum                                    | Hessisch Oldendorf           | Autos mit Karosserien von Rometsch |                          |       | |
| Landesfeuerwehrmuseum Mecklenburg-Vorpommern                  | Holdorf-Meetzen              | Feuerwehrmuseum mit einigen Pkw |                          |       | |
| Landesmuseum Koblenz                                          | Koblenz                      | Landesmuseum mit einigen wenigen Autos |                          |       | |
| Kolb-Lollipop-Museum                                          | Korntal                      | Autos und Motorräder |                          |       | |
| Auwärter-Neoplan-Museum                                       | Landau an der Isar           | Autos und Busse |                          |       | |
| Motorrad- und Heimat-Museum                                   | Lohmar-Wahlscheid            | 100 Motorräder, 35 Mopeds, 1 Auto, Schwerpunkt Zündapp |                          |       | |
| Industriemuseum Lohne                                         | Lohne                        | Industriemuseum mit mind. 1 Pkw |                          |       | |
| BMW Group Classic                                             | München                      | Autos, Besuch nur für Gruppen nach Vereinbarung |                          |       | |
| Pinakothek der Moderne                                        | München                      | einige Autos wie den Autonova Fam |                          |       | |
| Fahrzeug- und Technikmuseum Neuendorf                         | Neuendorf                    | Autos und Motorräder |                          |       | |
| Heimat- und Technikmuseum Großmehlra                          | Großmehlra                   | Technikmuseum mit einigen Autos |                          |       | |
| Galeria Auto D’Epoca                                          | Otzberg-Lengfeld             | italienische Autos |                          |       | |
| Feuerwehrmuseum Pasewalk                                      | Pasewalk                     | Feuerwehrmuseum mit einigen Pkw |                          |       | |
| Automobil-Park Auwärter                                       | Pilsting                     | Autos und Omnibusse |                          |       | |
| IFA-Sammlung Quilow                                           | Quilow                       | DDR-Fahrzeuge |                          |       | |
| Schnauferlstall Ruhpolding                                    | Ruhpolding                   | Motorradmuseum mit einigen Autos |                          |       | |
| Städtisches Museum Schloss Salder                             | Salzgitter                   | Schloss mit einigen Autos |                          |       | |
| Degener Opel Museum                                           | Schleiden                    | Fahrzeuge von Opel |                          |       | |
| Erlebnismuseum Winkhausen                                     | Schmallenberg-Winkhausen     | Landwirtschaftsmuseum mit Autos |                          |       | |
| Feuerwehrmuseum Welzow                                        | Welzow                       | Feuerwehrmuseum mit einigen Autos |                          |       | |
| Luftfahrtmuseum Wernigerode                                   | Wernigerode                  | Flugzeuge, wenige Autos |                          |       | |

## Ehemalige Museen
Diese Tabelle umfasst Museen und museumsähnliche Sammlungen, die in der Vergangenheit alte Personenkraftwagen ausstellten. Die Tabelle ist alphabetisch nach Name sortiert. Einträge ohne Blaulink zum Museum bedürfen eines Belegs.
| Name des Museums                                      | Ort                        | Beschreibung |
| ----------------------------------------------------- | -------------------------- | --- |
| 1. Deutsches Toyota-Museum                            | Pocking-Hartkirchen        | 1994 eröffnet, stellte über 120 Toyota aus, nach dem Tod des Betreibers ging die Sammlung 2017 an die deutsche Zentrale von Toyota, die einen Großteil der Fahrzeuge in der Toyota Collection ausstellt                           |
| Alga                                                  | Sittensen                  | Überwiegend Nutzfahrzeuge, die seit 2015 zum PS-Speicher in Einbeck gehören |
| Auto- und Motorrad-Museum Pleidelsheim                | Pleidelsheim               | 1993 eröffnet, stellte überwiegend Motorräder aus, 2017 geschlossen |
| Auto- und Motorradmuseum Endersbach                   | Endersbach                 | Am 17. April 1976 von Peter Oelschläger eröffnet, stellte es Automobile, Motorräder, Militärfahrzeuge und Flugmotoren aus. Es ist nicht bekannt, wie lange es existierte.                                                         |
| Auto-Museum Hillers                                   | Hamburg                    | 1974 (Zweigstelle) eröffnet, 1996 geschlossen. Die Außenstelle Auto-Museum Hillers (Tremsbüttel) war von 1966 bis 1993/94 geöffnet.                                                                                               |
| Auto-Museum Hillers (Tremsbüttel)                     | Tremsbüttel                | 1966 (Außenstelle) eröffnet, 1993/94 geschlossen. Die Hauptstelle Auto-Museum Hillers in Hamburg war von 1974 bis 1996 geöffnet.                                                                                                  |
| Auto-Sammlung Gut-Hand                                | Aachen                     | Heinz Vogel sammelte ab 1960 alte Fahrzeuge und präsentierte sie ab 1968 der Öffentlichkeit. Nach seinem Tod 2016 wurde die Sammlung aufgelöst.                                                                                   |
| Automobil-Museum Bremen                               | Bremen                     | 1977 eröffnet, 1978 geschlossen, darauf folgte 1980 das Automuseum Asendorf |
| Automobil-Museum Dortmund                             | Dortmund                   | 1999 eröffnet und Ende 2022 geschlossen. Es stellte Autos und Motorräder aus. |
| Automobil-Oldtimer-Museum                             | Bad Mergentheim            | 1984 war es geöffnet und 1998 wurde es nur noch unter Vorbehalt genannt |
| Automobilbaumuseum                                    | Eisenach                   | 1994 in den Räumen einer Sparkasse eröffnet, zeigte Fahrzeuge aus Eisenach, besonders Serienautos von Wartburg, in den 1990er oder 2000er Jahren geschlossen, Sammlung ging an die Automobile welt eisenach                       |
| Automobile Trabant Ausstellung                        | Zwickau                    | 2002 eröffnet, Schwerpunkt Trabant, 2017 geschlossen |
| Automobiles und technisches Museum Berendes           | Bergheim                   | 1999 eröffnet und 2011 geschlossen |
| Automobilmuseum Dresden                               | Dresden                    | 2003 eröffnet, Schwerpunkt Fahrzeuge aus der DDR, 2005 geschlossen, Fahrzeuge an das DDR-Museum Zeitreise in Radebeul abgegeben                                                                                                   |
| Automuseum Engstingen                                 | Engstingen                 | 1987 eröffnet, präsentierte Autos und Motorräder, 2024 geschlossen |
| Automobilmuseum von Fritz B. Busch                    | Wolfegg                    | 1973 von Fritz B. Busch eröffnet, 2016 geschlossen und viele Fahrzeuge an das Auto & Traktor Museum in Uhldingen-Mühlhofen abgegeben. Das Automuseum Wolfegg stellt nun Fahrzeuge im ehemaligen Gebäude aus                       |
| Automuseum Asendorf                                   | Asendorf                   | 1980 eröffnet, von 2010 bis 2011 vorübergehend geschlossen, seit 2021 offensichtlich aufgelöst |
| Automuseum Bad Rothenfelde                            | Bad Rothenfelde            | 1975 eröffnet, zwischen 1992 und 1996 geschlossen |
| Automuseum Bad Sassendorf                             | Bad Sassendorf             | 1994 eröffnet, Schwerpunkt Kleinwagen, etwa 2004 geschlossen |
| Automuseum Burgau                                     | Burgau                     | 1974 eröffnet, Autos und Motorräder ausgestellt, 1991 altersbedingt geschlossen |
| Automuseum Hohenstein                                 | Hohenstein                 | 1974 eröffnet, stellte 50 Fahrzeuge aus, 1983 oder später geschlossen |
| Automuseum Ibbenbüren                                 | Ibbenbüren                 | 1984 eröffnet, 1997 geschlossen. Das Automuseum Melle gilt als Nachfolgemuseum. |
| Automuseum Nettelstedt                                | Nettelstedt                | Etwa 1968 eröffnet, 1972 geschlossen, viele Fahrzeuge gingen an das Motor Technica Museum Bad Oeynhausen in Bad Oeynhausen |
| Automuseum Schloss Salem                              | Salem                      | 1976 eröffnet, stellte Sport- und Rennwagen aus, 1977 noch existent, danach verliert sich die Spur |
| Automuseum Störy                                      | Bockenem-Störy             | 1974 eröffnet, 2004 geschlossen, 2012 Fahrzeuge an den PS-Speicher übergeben. War das größte Kleinwagenmuseum der Welt. |
| Bayerisches Automobil & Motorradmuseum Wolfratshausen | Wolfratshausen             | 1974 hat es existiert, mehr ist bisher nicht bekannt |
| Borgward-Automobil-Museum                             | Neuwied                    | 1975 eröffnet, stellte Fahrzeuge des Borgward-Konzerns aus, 1996 geschlossen |
| Borgward-Sammlung                                     | Niddatal-Ilbenstadt        | 2004 existent, vielleicht auch vorher und nachher, stellte 12 Autos von Borgward aus |
| Bullimuseum Hessisch Oldendorf                        | Hessisch Oldendorf         | 2009 eröffnet, 2020 aufgelöst |
| Cadillac Museum Hachenburg                            | Hachenburg                 | 1995 eröffnet, stellte Autos überwiegend von Cadillac aus, am 30. Juni 2022 geschlossen |
| Caravan-Museum                                        | Isny im Allgäu             | für 1982 belegbar, Dethleffs stellte Wohnwagen und Zugwagen aus, einige Fahrzeuge sind nun im Erwin-Hymer-Museum |
| Dampf- und Nutzfahrzeug-Museum                        | Dissen                     | 1978 eröffnet, Schwerpunkt Nutzfahrzeuge mit zwei Pkw, zwischen 1997 und 2000 geschlossen |
| Das kleine Museum der Oldie-Träume                    | Laufenburg-Hochsal         | 1997 eröffnet, stellte viele Motorräder und Mopeds sowie zwei Autos aus, 2001 geschlossen. Die Zweiradsammlung war danach in Ühlingen-Birkendorf ausgestellt und nannte sich Das kleine Museum der Oldieträume (ohne Bindestrich) |
| DDR Museum Burg                                       | Burg                       | Etwa 2009 eröffnet, stellte Fahrzeuge und andere Dinge der DDR aus, geschlossen spätestens 2019 |
| DDR Museum Döberitz                                   | Premnitz                   | 2014 eröffnet, zeigte Dinge und Fahrzeuge aus der DDR, 2023 aufgelöst |
| DDR-Museum Zeitreise                                  | Radebeul                   | 2006 eröffnet, übernahm die Fahrzeuge vom Automobilmuseum Dresden, 2016 aufgelöst, die Die Welt der DDR in Dresden übernahm viele Fahrzeuge                                                                                       |
| Deutsch-Dänischer Freizeitpark Seedorf                | Seedorf                    | Freizeitpark mit Automuseum, das von 1975 bis 1977 geöffnet war |
| Deutsches Kleinwagenmuseum                            | Haßmersheim-Neckarmühlbach | 1984 eröffnet, stellte Kleinwagen aus, wohl vor 1998 aufgelöst |
| Deutsches Museum                                      | München                    | Technikmuseum, das bis zur Eröffnung der Zweigstelle Verkehrszentrum 2003 auch Autos ausstellte |
| Die Welt der DDR                                      | Dresden                    | DDR-Museum mit einigen Pkw, existent von 2017 bis 2023 |
| Erlebnispark Ziegenhagen                              | Ziegenhagen                | 1967 gegründeter Erlebnispark, der bis etwa 2019 Autos ausstellte, die nun zum PS-Speicher in Einbeck gehören |
| Erlebniswelt Sipplingen                               | Sipplingen                 | 1993 eröffnet, stellte auch Autos und Motorräder aus, etwa 2006 geschlossen |
| Fahrzeugmuseum Frankenberg                            | Frankenberg                | 1996 eröffnet, Schwerpunkt Framo und Barkas, 2019 geschlossen. Viele Fahrzeuge sind nun in der Zeitwerkstadt ausgestellt. |
| Ferrari-Museum                                        | Bitburg                    | 1977 belegbar, stellte Fahrzeuge von Ferrari und weitere Sportwagen am Flugplatz Bitburg aus |
| Kleinwagenmuseum Willsbach                            | Willsbach                  | 1980 eröffnet, stellte Kleinwagen aus, 1982 geschlossen |
| Gundelsheimer Oldtimermuseum                          | Gundelsheim                | 1991 eröffnet, etwa 10 Autos und 32 Motorräder ausgestellt, 2017 geschlossen |
| Historische Fahrzeugsammlung                          | Hannover                   | 1980 oder eher von Meyer-Spelbrink und Borgmann eröffnet, rund 30 Autos ausgestellt, 1982 oder später aufgelöst |
| Kraxenberger Fahrzeug-Museum                          | Moosthenning               | 2007 eröffnet, Schwerpunkt Borgward, Glas, Goliath und Lloyd, 2015 geschlossen |
| Kulturhistorisches Museum Wurzen                      | Wurzen                     | Kunstmuseum, das bis 2018 ein Polymobil von 1904 ausstellte |
| Luftfahrt- und Technikmuseum Merseburg                | Merseburg                  | 1996 eröffnet, aufgelöst 2020 |
| LVR-Industriemuseum Oberhausen                        | Oberhausen                 | 2001 bis 2002 Sonderausstellung Ford in Fahrt mit 17 Autos von Ford |
| LWL-Museum für Naturkunde                             | Münster                    | 1892 gegründet, 1997 Sonderausstellung von Automobilen |
| Marta Herford                                         | Herford                    | Kunstmuseum, 2011 Sonderausstellung mit einem Dymaxion-Auto |
| Mitteldeutsches Eisenbahn- und Spielzeugmuseum        | Quedlinburg                | Museum für Modelleisenbahnen und Spielzeug, das früher auch einen Pkw vom Kaiser Fahrzeugbau ausstellte |
| Motor Technica Museum Bad Oeynhausen                  | Bad Oeynhausen             | 1973 eröffnet, viele Fahrzeuge vom Automuseum Nettelstedt übernommen, 2007 geschlossen |
| Motorradmuseum im Campingpark Heidewald               | Sassenberg                 | 2004 oder eher eröffnet, stellte Motorräder und auch Auto aus, wohl 2014 geschlossen |
| Motorradmuseum Lohmühle                               | Kipfenberg-Schambach       | spätestens 1998 eröffnet, stellte 2004 auch Autos aus |
| Motorsportmuseum Hockenheimring                       | Hockenheim                 | 1986 eröffnet, Schwerpunkt Rennwagen und Motorräder, 2022 aufgelöst |
| Museum für Kleinstwagen der Nachkriegszeit            | Warstein-Belecke           | 1976 eröffnet, Klein- und Kleinstwagen ausgestellt, 1979 wegen des Todes des Betreibers geschlossen, erst 2004 oder 2005 wurden die Fahrzeuge an Bruce Weiner für sein Bruce Weiner Microcar Museum verkauft                      |
| Museum historischer und aerodynamischer Fahrzeuge     | Mögglingen                 | 1989 eröffnet, ein Schwerpunkt aerodynamische Fahrzeuge, 1993 geschlossen |
| Museum im Hotel Schanzenberg                          | Seeon                      | Hotel mit Automuseum, das 10 Autos und 20 Motorräder ausstellte und belegt von 1982 bis 1990 existierte, vielleicht auch schon vorher oder noch danach                                                                            |
| Nostalgie-Museum (Hofdorf)                            | Wörth an der Donau-Hofdorf | 1997 eröffnet, kleine Autoausstellung, 2015 aufgelöst |
| Oldtimer- und Technikmuseum Treuen                    | Treuen                     | Fahrzeugmuseum mit Schwerpunkt Motorrad, das zumindest 2003 und 2004 existierte |
| Oldtimer-Gasse                                        | Hamburg                    | 1973 eröffnet, wechselnde Ausstellungen, zwischen 1982 und 1984 aufgelöst |
| Oldtimer-Museum Volante                               | Kirchzarten                | 2015 eröffnet, 2020 aufgelöst |
| Oldtimermuseum des DAVC                               | Bötzingen                  | 2005 eröffnet, 2013 geschlossen und vom Old- und Youngtimer-Museum abgelöst |
| Oldtimermuseum Mensch und Automobil                   | Assmannshausen             | 1986 eröffnet, stellte Autos und Motorräder aus, Schließungsjahr unbekannt |
| Opel Live                                             | Rüsselsheim                | 1999 eröffneter Freizeit- oder Erlebnispark mit Werksbesichtigung, stellte rund 30 Autos von Opel aus, wohl 2001 geschlossen |
| Opel-Museum Herne                                     | Herne                      | 1990 eröffnet, stellte Opel-Fahrzeuge aus, 2022 aufgelöst |
| Pekol-Museum                                          | Oldenburg                  | etwa 2006 eröffnet, zeigte Pekol-Busse und Pkw, 2010 geschlossen |
| Poddig Automobil-Museum Berlin                        | Berlin                     | In den 1970er Jahren eröffnet, 1978 geschlossen, viele Fahrzeuge gingen an das Deutsche Technikmuseum in Berlin |
| Profil Auto- und Technikmuseum                        | Mittelbiberach             | 2001 eröffnet, zeigte 20 Autos und weitere Fahrzeuge, 2004 oder 2005 geschlossen |
| Raule Automobilmuseum                                 | Eppstein                   | 1979 eröffnet, 2003 aufgelöst |
| Renn- und Sportwagenmuseum von Fritz B. Busch         | Friedrichshafen-Ailingen   | Gehörte zum Automobilmuseum von Fritz B. Busch, in den 1970er Jahren eröffnet, stellte anfangs Autos und später Motorräder aus, 1982 geschlossen                                                                                  |
| Roller- und Kleinwagenmuseum Bad Iburg                | Bad Iburg                  | 1984 eröffnet, 1998 aufgelöst. Viele der Klein- und Kleinstwagen gingen an das Bruce Weiner Microcar Museum. |
| Rosso Bianco Collection                               | Aschaffenburg              | 1987 eröffnet, Schwerpunkt Sport- und Rennwagen, 2006 aufgelöst, viele Fahrzeuge gingen an das Louwman Museum in Den Haag |
| Schloss Börnicke                                      | Börnicke                   | Schloss mit Autosammlung, die von frühestens 2003 bis längstens 2016 bestand |
| Schloss Dennenlohe                                    | Unterschwaningen           | Automuseum 2002 eröffnet und 2021 geschlossen |
| Schloss Hellenstein                                   | Heidenheim an der Brenz    | 1901 wurde das Heimatmuseum im Schloss eröffnet, spätestens ab 1970 war ein Daimler von 1896 ausgestellt, der seit 1987 im neuen Museum für Kutschen, Chaisen, Karren steht                                                       |
| Schnauferlstall Burghausen                            | Burghausen                 | 1972 oder 1974 eröffnet, stellte Autos und ein Motorrad aus, 1990 geschlossen wegen Umbau, keine Wiedereröffnung bekannt |
| Schweriner Marstall                                   | Schwerin                   | stellte von etwa 1997 bis etwa 2009 Fahrzeuge des Technischen Landesmuseums aus |
| Siemens Forum                                         | München                    | Firmenmuseum von Siemens, das ab spätestens 1982 ein Auto der Marke Protos ausstellte |
| Speedtreibhaus                                        | Eschenfelden               | 2015 eröffnet, 2021 geschlossen, 2024 aufgelöst. |
| Stoewer-Museum                                        | Wald-Michelbach            | 2002 eröffnet, Schwerpunkt Stoewer-Produkte, 2019 aufgelöst und an das Museum für Technik und Verkehr in Stettin verkauft |
| Taximuseum                                            | Bad Tölz                   | 2005 im Aufbau, stellte überwiegend Taxis aus, 2012 geschlossen |
| Technik- und Verkehrsmuseum Stade                     | Stade                      | 1983 eröffnet, 2012 geschlossen, Museumsbestand an Louis Eilers Stahlbau in Hannover verkauft |
| Technik-Modell-Museum Rügen                           | Samtens                    | 2002 eröffnet, zeigte 12.000 Modelle und ein paar Autos, seit Ende 2018 Anzeichen von Schließung |
| Technik-Museum Kassel                                 | Kassel                     | 2010 eröffnet, 2012 Sonderausstellung Fahrzeuge von Ernst Neumann-Neander |
| Technikum Mülheim an der Ruhr                         | Mülheim an der Ruhr        | 2013 eröffnet, Verbindung zu Tengelmann, stellte 30 Autos aus, 2020 aufgelöst |
| Trabiparadies Weberstedt                              | Weberstedt                 | 2006 eröffnet, stellte Trabant aus, 2015 geschlossen, Trabiparadies Kölleda folgte 2016 |
| Verkehrsmuseum Berlin                                 | Berlin-Schöneberg          | von 1964 bis 1970 belegbar, stellte Fahrzeuge zu Lande, zu Wasser, auf Schienen und in der Luft aus |
| Wartburg-Automobilmuseum                              | Eisenach                   | 1967 eröffnet, Standort Wartburgpavillon, zeigte Fahrzeuge aus Eisenach, besonders Wartburg und Prototypen, in den 1990er Jahren geschlossen, Sammlung ging an die Automobile welt eisenach                                       |
| Westfalia-Museum                                      | Rheda-Wiedenbrück          | Werksmuseum von Westfalia mit Wohnmobilen und Autos, 1979 eröffnet und 2009 geschlossen |
| Zeitreise Hohenfichte                                 | Leubsdorf                  | Museum für Modelleisenbahnen, Motorräder, Automobile und Spielzeug, seit mindestens 2017 geschlossen. |
| Zweiradmuseum Stefan Klinkenberg                      | Berlin-Kreuzberg           | seit 1987 als Motorradmuseum existent, 1998 waren auch zwei Pkw ausgestellt |